# Träume von der Südsee
Träume von der Südsee ist ein deutscher Musikfilm mit Krimielementen aus dem Jahre 1957 von Harald Philipp mit Vico Torriani in der Hauptrolle.

## Handlung
Der US-amerikanische Millionär Parker plant, mit seinen Millionärsfreunden Hjalmar Nielsen, Konsul Remberg und Hirsch von Klippenberg eine Kreuzfahrt auf seiner Luxusyacht Calypso zu unternehmen. Eine Gangsterbande hat davon Wind bekommen und plant, das Schiff mitsamt seinen betuchten Passagieren zu kidnappen. In einer südlichen Hafenstadt liegt die Calypso vor Anker und wartet dort auf die Gäste. Diese Situation nutzen die vier Verbrecher aus, entern das Schiff und nehmen den bereits an Bord befindlichen Mr. Parker sowie den Schiffskapitän gefangen. Während Parker geknebelt im Maschinenraum landet, wird der Captain von den Gangstern gezwungen, gegenüber den allmählich eintrudelnden Passagieren so zu tun, als wäre nichts geschehen. Die drei reichen Ehrengäste sitzen derweil noch im Palmengarten ihres Luxushotels und lassen sich von der Revue, die der Modemacher und Entertainer Tonio Torsten auf die Beine gestellt hat, verzaubern. Tonio hat derweil nur Augen für die ebenfalls anwesende Helga Rollin. Die junge, hübsche Frau wurde als Gesellschafterin der verwöhnten Ulla Nielsen engagiert, der extravaganten Tochter des schwedischen Zündholzmagnaten Hjalmar Nielsen. Alle drei werden als Passagiere auf der Calypso erwartet.
Als der verliebte Tonio nunmehr „seiner“ Helga auf das Schiff nachläuft, folgt ihm wiederum seine Direktrice Leonie Peppritz, die Tonio nicht einfach so ziehen lassen und ihn unbedingt zurückholen will. Helga Rollin ist derweil auf der Yacht eingetroffen und mit ihr die restlichen Gäste. Ehe der Liner ablegen kann, klettern erst der verliebte Tonio und schließlich sogar auch noch Leonie, die den Modemacher anfleht, mit ihr wieder an Land zu gehen, im letzten Moment an Bord. Die unerwarteten Passagiere bringen zunächst die Pläne der Schiffsentführer durcheinander, doch die Männer beschließen, Tonio und Leonie bei nächster Gelegenheit auf einer abgelegenen Südseeinsel auszusetzen und sich so dieses Problems zu entledigen. Die Passagiere wundern sich anfänglich darüber, dass ihr wie vom Erdboden verschluckter Gastgeber Parker offensichtlich nicht selbst an der Südseereise teilnimmt. Während der Reise unterhält Modeschöpfer Torsten die Gäste an Bord mit Revuen und Gesang, sodass allmählich eine romantische Stimmung aufkommt. Unter diesen Umständen beginnt sich Helga allmählich in den Troubadour zu verlieben, und das, obwohl sie zuvor erklärt hat, dass sie zwei Sorten Männer nicht ausstehen könne: Modeschöpfer und Sänger! Der glaubt dadurch, dass die ihm die kalte Schulter zeigende Helga vielmehr plant, sich den reichen Witwer Nielsen zu angeln.
Die Calypso hat die so genannte Hochzeitsinsel angesteuert, ein abgelegenes Eiland inmitten der Südsee. Hier planen die Passagiere für ein paar Tage auf Aussteiger zu machen, Jagd, Fischfang und bislang noch unbekannte Abenteuer inklusive. Die Gangster wollen diese Situation ausnutzen, um Leonie und Tonio auf einer der Nachbarinseln auszusetzen. Doch die beiden nutzen einen günstigen Moment, befreien den gefesselten Mr. Parker und können mit einem Rettungsboot gleichfalls auf die Hochzeitsinsel entkommen. So legt die Calypso nicht ab, und die Gangster beratschlagen, wie hoch die Lösegeldsumme für ihre betuchten Inselgefangenen ausfallen soll. Da den Millionären mittlerweile aufgefallen ist, dass sie zu Geiseln geworden sind, tun sie sich mit den Insulanern zusammen, darunter auch die hübsche Häuptlingstochter Loana. Helga gesteht sich endgültig ihre Liebe zu Tonio ein, und alle zusammen überwältigen auf dem Schiff die Verbrecherbande. Man legt wieder ab, und Helga und Tonio lehnen verliebt an der Reling und schauen auf ihr Liebeseiland zurück. Dorthin hat sich kurz vor der Abfahrt der Calypso der junge Freddy, der Funker an Bord, abgesetzt, denn sein Herz ist für Loana entbrannt, mit der er hier sein Leben verbringen will.

## Produktionsnotizen
Träume von der Südsee wurde am 19. Dezember 1957 im Dortmunder Filmcasino uraufgeführt.
Erwin Gitt übernahm die Produktionsleitung, Wolfgang Kühnlenz die Aufnahmeleitung. Mathias Matthies und Ellen Schmidt gestalteten die Filmbauten. Die Kostüme stammen von Irms Pauli. Werner Schlagge zeichnete für den Ton verantwortlich.

## Lieder
Folgende drei Lieder wurden gespielt 
- Loana-O, Musik Erwin Halletz, Text Hans Bradtke
- Träume von der Südsee, Musik Harald M. Kirchstein, Text Willy Dehmel
- Ich brauche zum Glück deine Liebe, Musik Erwin Halletz, Text Hans Bradtke.

## Kritik
Im Lexikon des Internationalen Films heißt es: „Eine ganz auf den damals populären Schlagersänger Vico Torriani hin angelegte Mischung aus Krimi und Lustspiel, angereichert mit kitschiger Südsee-Romantik und süßlicher Robinsonade. Wahllos eingestreut in die banale Handlung noch banalere Musik- und Tanznummern.“